# Supercoupe du Turkménistan de football
La Supercoupe du Turkménistan de football est une compétition de football créée en 2005 opposant le champion du Turkménistan au vainqueur de la coupe du  Turkménistan, disputée en un match unique. 

## Palmarès
- 2005 : HTTU Achgabat 4-1 Merw Mary
- 2006 : Nebitchi Balkanabat 3-2 HTTU Achgabat
- 2007 : FK Achgabat 1-1 (3-2 tab) Şagadam Türkmenbaşy
- 2008 : Merw Mary 3-2 FK Achgabat
- 2009 : HTTU Achgabat 3-0 FK Altyn Asyr
- 2010 : Non disputée
- 2011[1] : FC Balkan 4-2 FK Altyn Asyr
- 2012 : FC Balkan 1-1 (2-1 tab) HTTU Achgabat
- 2013 : HTTU Achgabat 1-1 (4-2 tab) FC Balkan
- 2014 : FK Ahal Änew 4-2 HTTU Achgabat
- 2015 : FK Altyn Asyr 3-0 FK Ahal Änew
- 2016 : FK Altyn Asyr 2-1 Şagadam Türkmenbaşy
- 2017 : FK Altyn Asyr 3-0 FK Achgabat
- 2018 : FK Altyn Asyr 1-0 FK Ahal Änew
- 2019 : FK Altyn Asyr 2-0 Köpetdag Achgabat
- 2020 : FK Altyn Asyr 1-1 (5-4 tab) FK Ahal Änew
- 2021 : FK Altyn Asyr 2-0 Köpetdag Achgabat
- 2022 : FK Altyn Asyr 3-1 Şagadam FK
- 2024 : FK Arkadag 3-1 FK Ahal Änew

## Bilan par club
- 8 titres : FK Altyn Asyr
- 3 titres : HTTU Achgabat et FC Balkan
- 1 titre : Merw Mary, FK Achgabat, FK Arkadag et FK Ahal Änew